# Temple de Dionysos (Naxos)

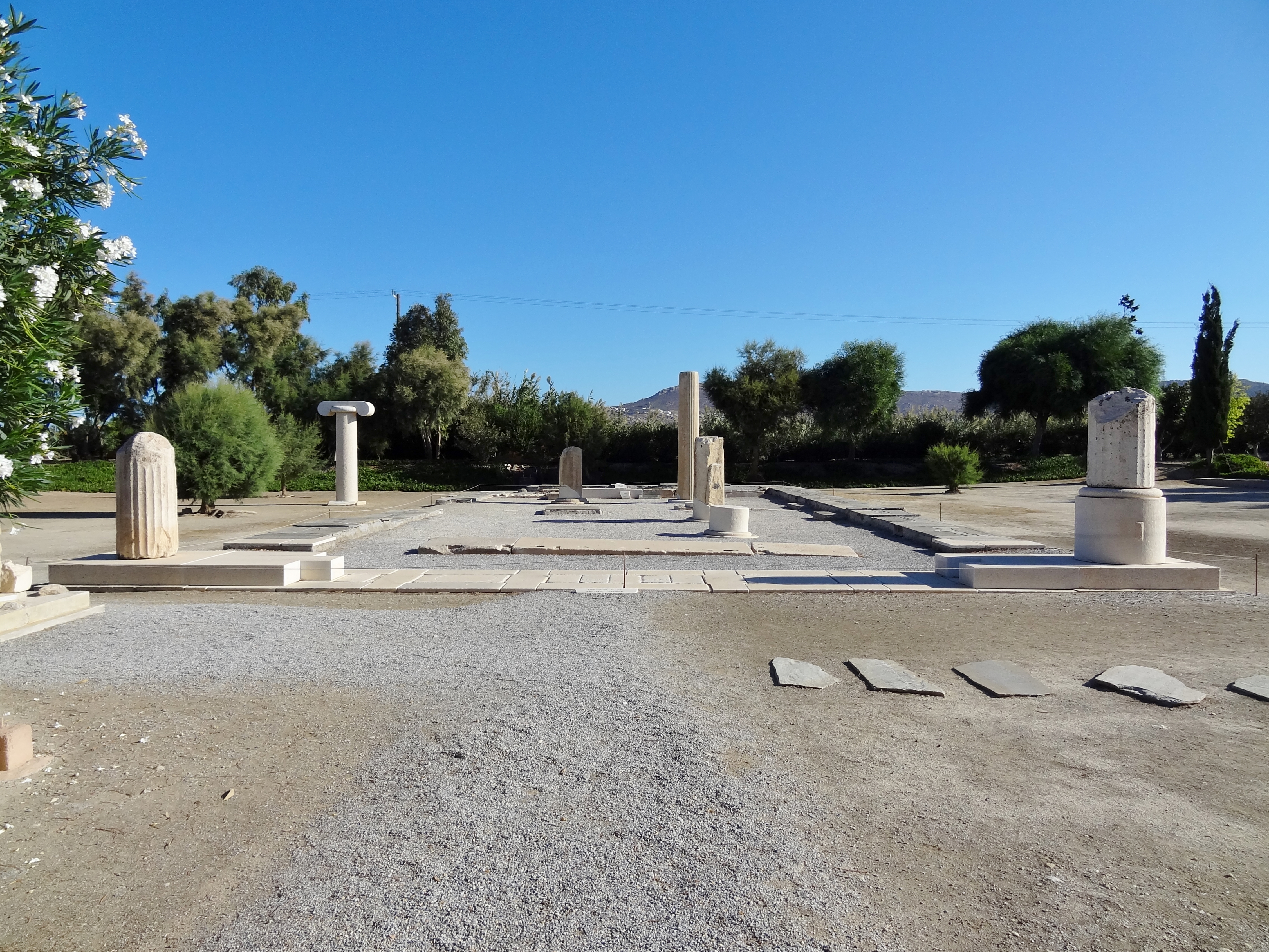
Temple de Dionysos.

Le temple de Dionysos est un sanctuaire de l'ancienne Naxos dédié à Dionysos. Naxos était l'un des centres de culte de Dionysos dans la Grèce antique, et le sanctuaire de Naxos était l'un de ses principaux temples avec le temple de Thèbes.

## Histoire
Le site du sanctuaire était un lieu de culte de la fertilité dès 1400 av. J.-C. Plusieurs temples ont été construits sur le site avant le temple final.
S'il était encore utilisé au IVe siècle de notre ère, le temple aurait été fermé pendant la persécution des païens à la fin de l'Empire romain, lorsque les empereurs chrétiens ont émis des édits interdisant le culte non chrétien.
Le site fait l'objet de fouilles depuis 1986.